# إيريك تومبل بيل
إيريك تومبل بيل (بالإنجليزية: Eric Temple Bell)‏ هو عالم رياضيات وكاتب.

## وصلات خارجية
- إيريك تومبل بيل على موقع الموسوعة البريطانية (الإنجليزية)

إيريك تومبل بيل  على قاعدة بيانات الخيال التأملي على الإنترنت